# Óc Eo (historische stad)

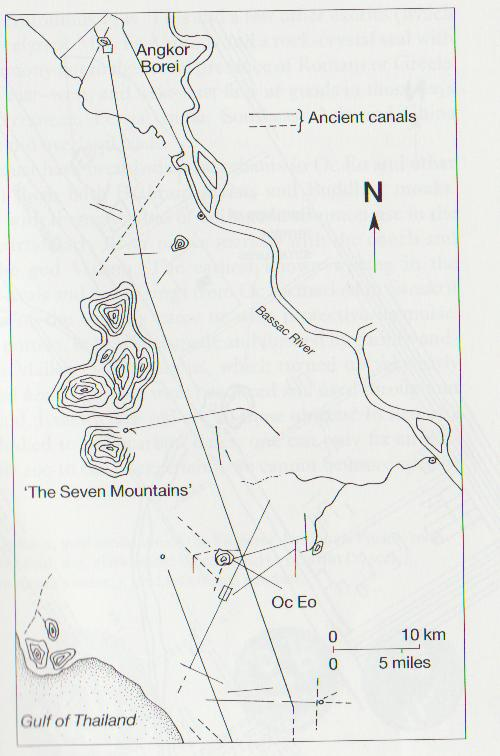
Óc Eo

Óc Eo is de naam gegeven door de Franse archeoloog Louis Malleret aan de stad die gevonden werd in het zuiden van de provincie An Giang in Vietnam. De stad ligt iets ten zuiden van de Mekongdelta en zou de belangrijkste havenstad zijn geweest van het Funanrijk en zou bestaan hebben van de 1e eeuw tot de 7e eeuw.
Óc Eo zou door middel van een kanaal verbonden zijn geweest met het 90 kilometer noordelijker gelegen Angkor Borei dat waarschijnlijk de hoofdstad was van Funan. Als belangrijkste reden voor de bloei van Óc Eo wordt gegeven de ligging aan zeehandelsroutes tussen het schiereiland Malakka en India aan de ene kant en de Mekong en China aan de andere kant. In de periode van de bloei van Óc Eo en Funan konden de schepen in het gebied geen lange afstanden afleggen en moesten de kust volgen. Óc Eo was hierdoor strategisch als tussenstop.

## Opgravingen
De stad werd ontdekt samen met vele andere oude kanalen en steden op luchtfoto's die door de Fransen waren gemaakt van zuidelijk Vietnam in de jaren 20 van de 20e eeuw. Een van die kanalen doorsneed de stadsmuur van een zeer grote plaats. Malleret kon deze structuren op de grond terugvinden en hier begon hij met zijn opgravingen op 10 februari 1944. Malleret ontdekte vele artefacten en funderingen van gebouwen die wezen op de aanwezigheid van een grote handelsplaats in de periode beschreven door de Chinese geschiedschrijvers over Funan. De plaats zou ongeveer 450 hectare groot zijn geweest.
Kanalen die afsplitsten van het hoofdkanaal vormden regelmatige rechthoeken binnen de stad. Binnen deze rechthoeken zijn de resten teruggevonden van juwelenfabrikanten, onder andere restanten van de "vormen" waarin het metaal gegoten werd zijn teruggevonden en ook de juwelen zelf. Ook werkplaatsen voor andere industrieën zijn er teruggevonden. Malleret stelde ook vast dat er twee fases van culturele restanten zijn. Het hoge waterpeil heeft ook de houten fundamenten van huizen bewaard en er zijn bakstenen fundamenten gevonden van grotere gebouwen. De bakstenen waren versierd met leeuwen, cobra's, eenhoorns en andere dieren.

### Handel
Veel van de edelstenen, halfedelstenen, metalen en andere handelsgoederen kwamen niet uit het gebied zelf en duiden op een bloeiende handel in de stad.

### Romeinse munten
Onder andere Romeinse munten en kopieën daarvan zijn hier teruggevonden, onder andere een munt met de afbeelding van Antoninus Pius die tot hanger bewerkt was en een kopie van een munt van Marcus Aurelius die aan een zijde blank is gelaten.

## Naam
De naam Óc Eo was oorspronkelijk de naam van een rechthoekige structuur in het gebied maar werd later door Malleret aan de hele plaats Óc Eo gegeven.

## Ondergang
In de loop van de 6e en 7e eeuw konden de handelsschepen steeds maar langere afstanden afleggen en hoefden ze niet meer overal te stoppen en de kust te volgen. Het belang van Óc Eo nam hierdoor af omdat het gebied zelf weinig handelsgoederen te bieden had. De opkomst van Chenla en de daarmee verplaatsende Mekong handel betekende het einde voor de stad.